# Marfino

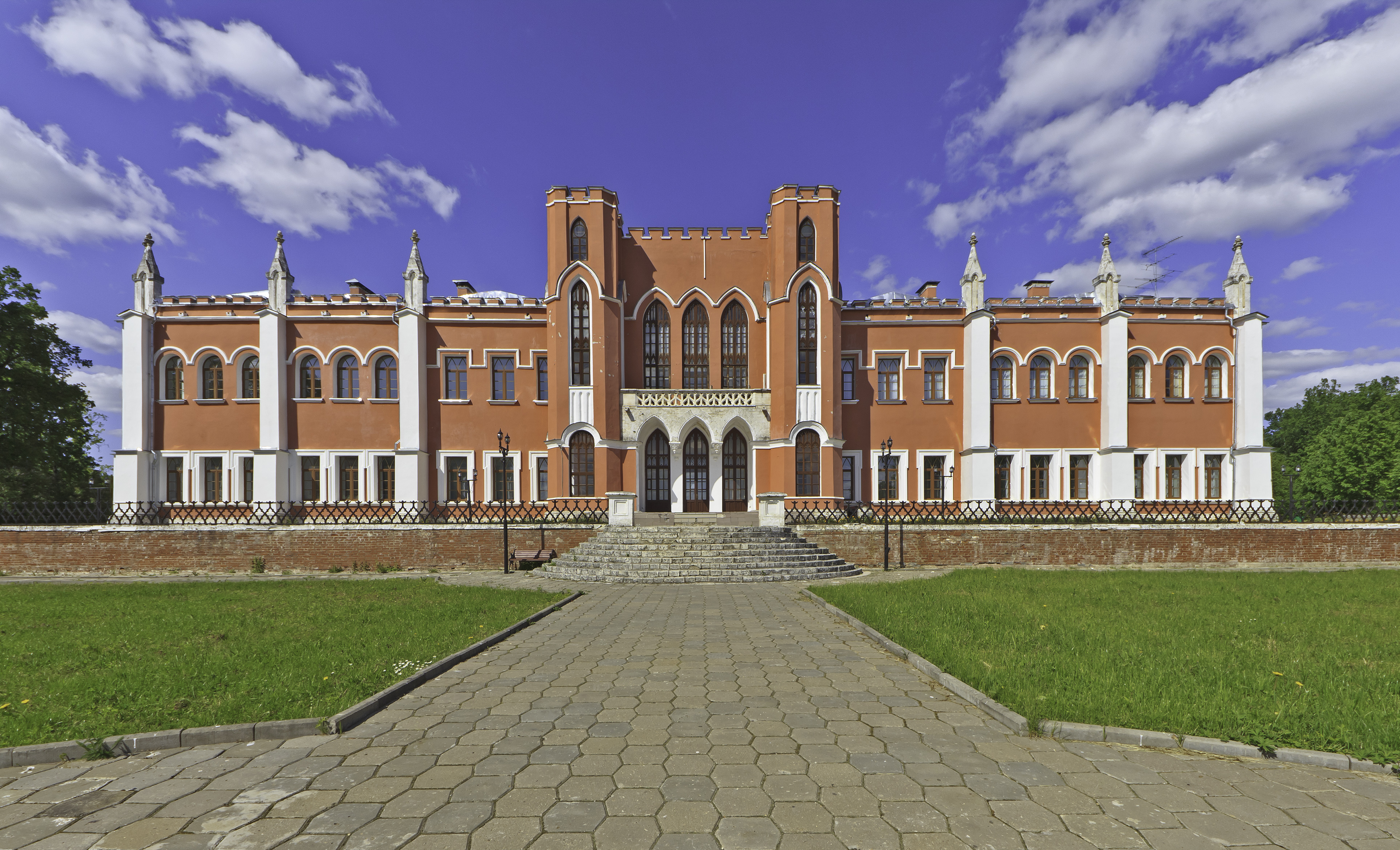
Das Herrenhaus Marfino

Marfino (russisch Марфино) ist ein Herrenhaus im gleichnamigen Dorf in der Oblast Moskau im Stadtkreis Mytischtschi. 
Die erste urkundliche Erwähnung von Marfino stammt aus dem Jahr 1585. Seit 1698 war das Haus Galitzin Besitzer des Ortes. In den Jahren 1701–1707 wurde hier eine Märiä Geburt geweihte Kirche errichtet. 1728 kaufte Semjon Andrejewitsch Saltykow den Ort Marfino. Unter der Leitung seines Sohnes Pjotr Semjonowitsch Saltykow wurde in den 1760er Jahren ein zweistöckiges Barockgebäude errichtet. Pjotr Saltykow starb hier am 6. Januar 1773.
Im Jahr 1770 wurde eine kleine Kirche für Petrus und Paulus in Marfino errichtet. Von 1827 bis 1829 wurde der Architekt Michail Bykowsky durch die neue Besitzerin des Ortes, Sofja Wladimirowna Orlowa, mit dem Wiederaufbau des Herrenhauses im Stil russischer Pseudogotik beauftragt. Nach der Oktoberrevolution wurde Marfino verstaatlicht. Die Kunstwerke und die Bibliothek wurden überwiegend dem Staatlichen Historischen Museum übergeben. 

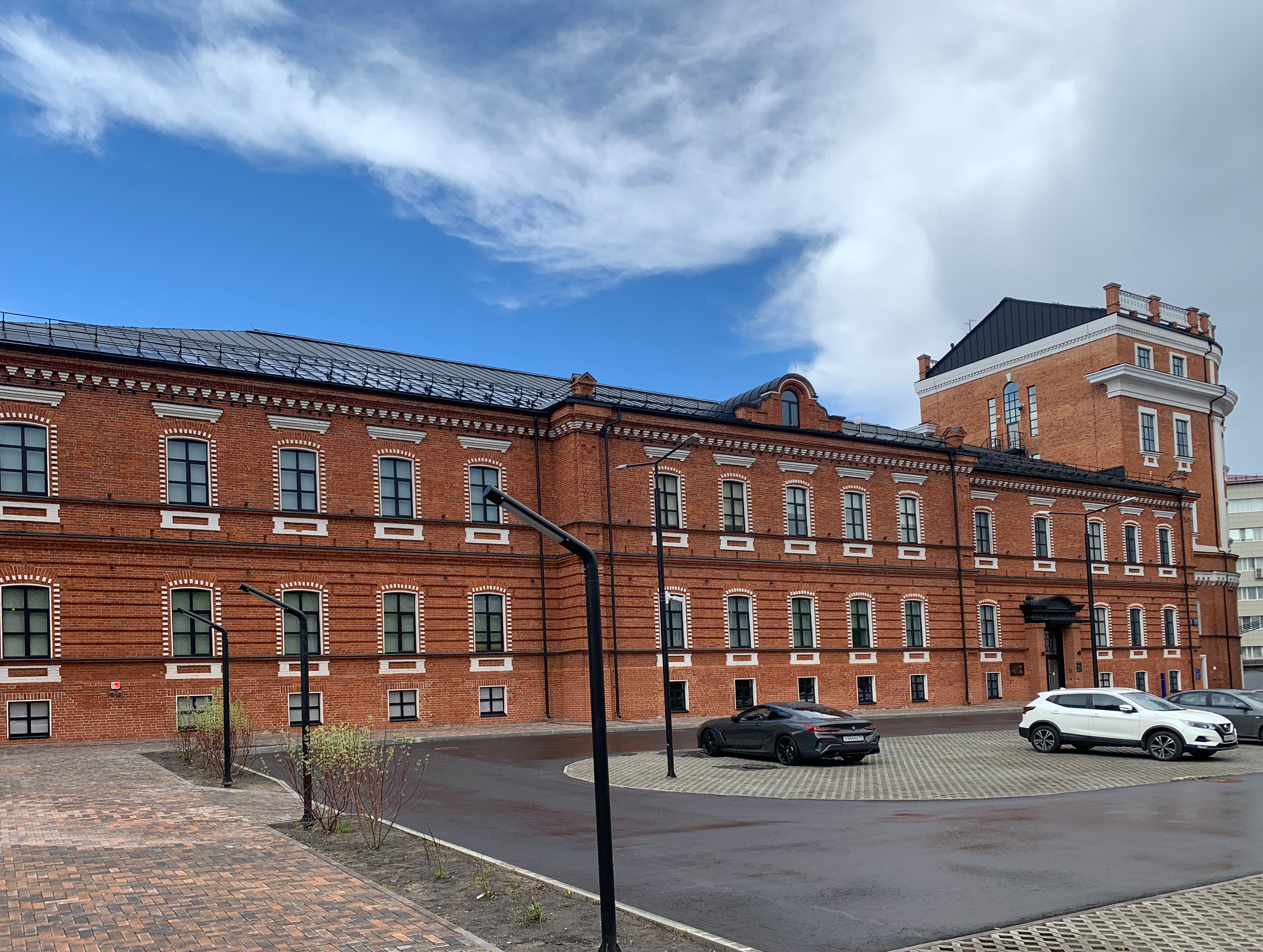
Kryptografie-Museum in der ehemaligen Scharaschka

Seit 1944 befindet sich hier das vom Verteidigungsministerium genutzte Militärsanatorium. Ende der 1940er Jahre arbeiteten die Schriftsteller Alexander Issajewitsch Solschenizyn und Lew Sinowjewitsch Kopelew in dem in Marfino gelegenen Spezialgefängnis Nummer 16 des sowjetischen Ministeriums für Staatssicherheit, einer sogenannten Scharaschka, die Solschenizyn im Roman Im ersten Kreis beschrieb. 
Der Park ist seit 2016 ist für alle Besucher geöffnet. Ende 2021 eröffnete das Kryptografie-Museum.